# KKS (Album)
KKS ist das fünfte Studioalbum des deutschen Rappers Kool Savas. Es erschien am 8. Februar 2019 beim Independent-Label Essah Media.

## Hintergrund
Am 10. Oktober 2018 veröffentlichte Kool Savas einen Beitrag auf Instagram, welcher das Cover und die Titel des Albums zeigte.

## Cover
Das Cover zeigt den Künstler Kool Savas in einer Dreiviertelansicht von hinten. Der Titel des Albums steht mittig am unteren Bildrand.

## Titelliste
| #  | Titel              | Gastmusiker                               | Produzent(en)                       | Länge |
| -- | ------------------ | ----------------------------------------- | ----------------------------------- | ----- |
| 1  | KDR                |                                           | DJ Smoove                           | 2:54  |
| 2  | KKS                |                                           | Fire On Black                       | 2:41  |
| 3  | Deine Mutter       | Nessi                                     | Nessi, Kool Savas, X-plosive & Abaz | 3:03  |
| 4  | Skit               |                                           |                                     | 0:21  |
| 5  | Universum/Hawkings | Olli Banjo, Infinit, BOZ, Daev Yung, Cr7z | Mathias Karrer, zRy                 | 7:49  |
| 6  | Ende der Vernunft  | Karen                                     | Shootdown                           | 3:09  |
| 7  | Krieg und Frieden  | SDP                                       | Djorkaeff & Beatzarre               | 2:55  |
| 8  | Essah ist zurück   |                                           | Tengobeatz & Kool Savas             | 2:50  |
| 9  | Wasser reichen     |                                           | Zinobeatz, Tengobeatz & Kool Savas  | 3:37  |
| 10 | S auf der Brust    | Nico Santos & Sido                        | DJ Smoove                           | 3:37  |
| 11 | Batman             | Jamule                                    | DJ Smoove                           | 2:25  |
| 12 | Gatekeeper         |                                           | DJ Smoove                           | 1:39  |

## Rezeption

### Rezensionen
| Professionelle Bewertungen | Professionelle Bewertungen |
| -------------------------- | -------------------------- |
| Kritiken                   |                            |
| Quelle                     | Bewertung                  |
| laut.de                    | [ 1 ]                      |

Timm Lechler von der Internetseite Laut.de bewertete KKS mit drei von möglichen fünf Punkten.
Kool Savas setze auf „Qualität statt Quantität“, wobei er besonders „viel Augenmerk auf die Hooks und das Songwriting“ lege. Besonders positiv erwähnt werden die Tracks KKS, Deine Mutter, Krieg und Frieden und Universum/Hawkings. Bei letzterem steche vor allem Cr7z mit einem „absolut absurd genialen Part“ heraus. Auch die Gastbeiträge von Nico Santos und Nessi werden gelobt.
Trotzdem „fehle es an inhaltlicher Tiefe“, obwohl das Album einen „tollen, gefühlvollen, außergewöhnlichen Song“ wie Krieg und Frieden beinhalte. Ebenso sei es schade, dass fast keiner seiner Solo-Songs die drei Minuten übersteige. Zusammenfassend sei das Album wie die vorherigen Savas-Alben – „mit allen Vor- und Nachteilen“.

### Charts und Chartplatzierungen
KKS stieg am 15. Februar 2019 auf der Spitzenposition der deutschen Albumcharts ein und konnte sich insgesamt 10 Wochen in den Top 100 platzieren. Darüber hinaus erreichte das Album auch die Chartspitze der deutschsprachigen Albumcharts sowie ebenfalls die Chartspitze der Hip-Hop-Charts. In der Schweizer Hitparade erreichte das Album am 17. Februar 2019 Platz 1 der Charts und konnte sich dort 6 Wochen in den Charts halten. Am 22. Februar 2019 stieg KKS auf Platz 2 in die österreichischen Albumcharts ein, dort konnte es sich 4 Wochen in der Hitparade platzieren. 2019 belegte KKS Rang 75 der deutschen Album-Jahrescharts.
| ChartsChartplatzierungen | Höchstplatzierung | Wochen |
| ------------------------ | ----------------- | ------ |
| Deutschland (GfK)        | 1 (10 Wo.)        | 10     |
| Österreich (Ö3)          | 2 (4 Wo.)         | 4      |
| Schweiz (IFPI)           | 1 (6 Wo.)         | 6      |

| ChartsJahrescharts (2019) | Platzierung |
| ------------------------- | ----------- |
| Deutschland (GfK)         | 75          |